# Federico Ferdinando di Schleswig-Holstein-Sonderburg-Glücksburg
Federico Ferdinando di Schleswig-Holstein-Sonderburg-Glücksburg (Kiel, 12 ottobre 1855 – Luisenlund, 21 gennaio 1934) è stato il quarto duca di Schleswig-Holstein-Sonderburg-Glücksburg.

## Biografia
Federico Ferdinando era il figlio maggiore di Federico di Schleswig-Holstein-Sonderburg-Glücksburg, e di sua moglie, la principessa Adelaide di Schaumburg-Lippe ed un nipote di re Cristiano IX di Danimarca. Federico Ferdinando successe alla guida del Casato di Schleswig-Holstein-Sonderburg-Glücksburg ed al titolo di duca alla morte di suo padre il 27 novembre 1885.
Tuttavia, perse il titolo quando le monarchie furono abolite in Germania nella Rivoluzione di novembre del 1918. Ufficiosamente, tuttavia, l'uso del titolo ducale continuò, anche dopo il 1918.
Quando il Capo del Casato di Schleswig-Holstein-Sonderburg-Augustenburg, Alberto, Duca di Schleswig-Holstein morì il 27 aprile 1931, Federico Ferdinando diventò il capo del Casato degli Oldenburg ed ereditò il titolo di Duca di Augustenborg e Duca di Schleswig-Holstein.

## Matrimonio
Federico Ferdinando sposò, il 19 marzo 1885 a Primkenau, la principessa Carolina Matilde di Schleswig-Holstein-Sonderburg-Augustenburg, figlia di Federico VIII, Duca di Schleswig-Holstein-Sonderburg-Augustenburg e di sua moglie la Adelaide di Hohenlohe-Langenburg. Ebbero sei figli:
- S.A. Principessa Vittoria Adelaide Elena Luisa Maria Federica di Schleswig-Holstein-Sonderburg-Glücksburg (31 dicembre 1885–3 ottobre 1970)
- S.A. Principessa Alessandra Vittoria Augusta Leopoldina Carlotta Amalia Guglielmina di Schleswig-Holstein-Sonderburg-Glücksburg (21 aprile 1887–15 aprile 1957)
- S.A. Principessa Elena Adelaide di Schleswig-Holstein-Sonderburg-Glücksburg (1 giugno 1888–30 giugno 1962)
- S.A. Principessa Adelaide Luisa di Schleswig-Holstein-Sonderburg-Glücksburg (19 ottobre 1889–11 giugno 1964)
- S.A. Guglielmo Federico Cristiano Günther Alberto Adolfo Giorgio, duca di Schleswig-Holstein (23 agosto 1891–10 febbraio 1965)
- S.A. Principessa Carolina Matilde di Schleswig-Holstein-Sonderburg-Glücksburg (11 maggio 1894-1972)

## Ascendenza
|                                                                    |                                    |                                                          | Genitori                                               |  |  | Nonni |  |  | Bisnonni                                                |  |  | Trisnonni                                               |  |
|                                                                    |                                    |                                                          |                                                        |  |  |       |  |  | 8. Federico Carlo di Schleswig-Holstein-Sonderburg-Beck |  |  | 16. Carlo Antonio di Schleswig-Holstein-Sonderburg-Beck |  |
|                                                                    |                                    |                                                          |                                                        |  |  |       |  |  | 8. Federico Carlo di Schleswig-Holstein-Sonderburg-Beck |  |  | 16. Carlo Antonio di Schleswig-Holstein-Sonderburg-Beck |  |
|                                                                    |                                    | 17. Federica di Dohna-Schlobitten e Leistenau            |                                                        |  |  |       |  |  | 8. Federico Carlo di Schleswig-Holstein-Sonderburg-Beck |  |  |                                                         |  |
| 4. Federico Guglielmo di Schleswig-Holstein-Sonderburg-Glücksburg  |                                    |                                                          |                                                        |  |  |       |  |  | 8. Federico Carlo di Schleswig-Holstein-Sonderburg-Beck |  |  |                                                         |  |
|                                                                    |                                    | 9. Federica di Schlieben                                 | 18. Carlo Leopoldo di Schlieben                        |  |  |       |  |  |                                                         |  |  |                                                         |  |
|                                                                    |                                    | 9. Federica di Schlieben                                 | 18. Carlo Leopoldo di Schlieben                        |  |  |       |  |  |                                                         |  |  |                                                         |  |
|                                                                    |                                    | 9. Federica di Schlieben                                 | 19. Maria Eleonora di Lehndorff                        |  |  |       |  |  |                                                         |  |  |                                                         |  |
| 2. Federico di Schleswig-Holstein-Sonderburg-Glücksburg            |                                    | 9. Federica di Schlieben                                 |                                                        |  |  |       |  |  |                                                         |  |  |                                                         |  |
|                                                                    |                                    | 10. Carlo d'Assia-Kassel                                 | 20. Federico II d'Assia-Kassel                         |  |  |       |  |  |                                                         |  |  |                                                         |  |
|                                                                    |                                    | 10. Carlo d'Assia-Kassel                                 | 20. Federico II d'Assia-Kassel                         |  |  |       |  |  |                                                         |  |  |                                                         |  |
|                                                                    |                                    | 10. Carlo d'Assia-Kassel                                 | 21. Maria di Hannover                                  |  |  |       |  |  |                                                         |  |  |                                                         |  |
| 5. Luisa Carolina d'Assia-Kassel                                   |                                    | 10. Carlo d'Assia-Kassel                                 |                                                        |  |  |       |  |  |                                                         |  |  |                                                         |  |
|                                                                    |                                    | 11. Luisa di Danimarca                                   | 22. Federico V di Danimarca                            |  |  |       |  |  |                                                         |  |  |                                                         |  |
|                                                                    |                                    | 11. Luisa di Danimarca                                   | 22. Federico V di Danimarca                            |  |  |       |  |  |                                                         |  |  |                                                         |  |
|                                                                    |                                    | 11. Luisa di Danimarca                                   | 23. Luisa di Hannover                                  |  |  |       |  |  |                                                         |  |  |                                                         |  |
| 1. Federico Ferdinando di Schleswig-Holstein-Sonderburg-Glücksburg |                                    | 11. Luisa di Danimarca                                   |                                                        |  |  |       |  |  |                                                         |  |  |                                                         |  |
|                                                                    | 12. Filippo II di Schaumburg-Lippe | 24. Federico Ernesto di Lippe-Alverdissen                |                                                        |  |  |       |  |  |                                                         |  |  |                                                         |  |
|                                                                    | 12. Filippo II di Schaumburg-Lippe | 24. Federico Ernesto di Lippe-Alverdissen                |                                                        |  |  |       |  |  |                                                         |  |  |                                                         |  |
|                                                                    | 12. Filippo II di Schaumburg-Lippe | 25. Dorotea Amalia di Schleswig-Holstein-Sonderburg-Beck |                                                        |  |  |       |  |  |                                                         |  |  |                                                         |  |
| 6. Giorgio Guglielmo di Schaumburg-Lippe                           | 12. Filippo II di Schaumburg-Lippe |                                                          |                                                        |  |  |       |  |  |                                                         |  |  |                                                         |  |
|                                                                    |                                    | 13. Giuliana d'Assia-Philippsthal                        | 26. Guglielmo d'Assia-Philippsthal                     |  |  |       |  |  |                                                         |  |  |                                                         |  |
|                                                                    |                                    | 13. Giuliana d'Assia-Philippsthal                        | 26. Guglielmo d'Assia-Philippsthal                     |  |  |       |  |  |                                                         |  |  |                                                         |  |
|                                                                    |                                    | 13. Giuliana d'Assia-Philippsthal                        | 27. Ulrica Eleonora d'Assia-Philippsthal-Barchfeld     |  |  |       |  |  |                                                         |  |  |                                                         |  |
| 3. Adelaide di Schaumburg-Lippe                                    |                                    | 13. Giuliana d'Assia-Philippsthal                        |                                                        |  |  |       |  |  |                                                         |  |  |                                                         |  |
|                                                                    |                                    | 14. Giorgio I di Waldeck e Pyrmont                       | 28. Carlo Augusto Federico di Waldeck e Pyrmont        |  |  |       |  |  |                                                         |  |  |                                                         |  |
|                                                                    |                                    | 14. Giorgio I di Waldeck e Pyrmont                       | 28. Carlo Augusto Federico di Waldeck e Pyrmont        |  |  |       |  |  |                                                         |  |  |                                                         |  |
|                                                                    |                                    | 14. Giorgio I di Waldeck e Pyrmont                       | 29. Cristiana Enrichetta del Palatinato-Zweibrücken    |  |  |       |  |  |                                                         |  |  |                                                         |  |
| 7. Ida di Waldeck e Pyrmont                                        |                                    | 14. Giorgio I di Waldeck e Pyrmont                       |                                                        |  |  |       |  |  |                                                         |  |  |                                                         |  |
|                                                                    |                                    | 15. Augusta di Schwarzburg-Sondershausen                 | 30. Cristiano Günther III di Schwarzburg-Sondershausen |  |  |       |  |  |                                                         |  |  |                                                         |  |
|                                                                    |                                    | 15. Augusta di Schwarzburg-Sondershausen                 | 30. Cristiano Günther III di Schwarzburg-Sondershausen |  |  |       |  |  |                                                         |  |  |                                                         |  |
|                                                                    |                                    | 15. Augusta di Schwarzburg-Sondershausen                 | 31. Carlotta Guglielmina di Anhalt-Bernburg            |  |  |       |  |  |                                                         |  |  |                                                         |  |
|                                                                    |                                    | 15. Augusta di Schwarzburg-Sondershausen                 |                                                        |  |  |       |  |  |                                                         |  |  |                                                         |  |

## Titoli e trattamento
- 12 ottobre 1855 – 19 dicembre 1863 : Sua Altezza Serenissima Principe Federico Ferdinando di Schleswig-Holstein-Sonderburg-Glücksburg
- 19 dicembre 18863 – 24 ottobre 1878: Sua Altezza Principe Federico Ferdinando di Schleswig-Holstein-Sonderburg-Glücksburg
- 24 ottobre 1878 – 27 novembre 1885: Sua Altezza Il Principe Ereditario di Schleswig-Holstein-Sonderburg-Glücksburg
- 27 novembre 1885 – 27 aprile 1931: Sua Altezza Il Duca di Schleswig-Holstein-Sonderburg-Glücksburg
- 27 aprile 1931 – 21 gennaio 1934: Sua Altezza Il Duca di Schleswig-Holstein